# Museu Casa do Imigrante Carl Weege
O Museu Casa do Imigrante Carl Weege é um museu com sede na cidade de Pomerode, Santa Catarina, Brasil. O edifício que abriga o museu é parte do patrimônio do imigrante pomerano Carl Weege que se mudou ainda criança com sua família para a região que mais tarde se tornou a cidade de Pomerode.

## Tombamento

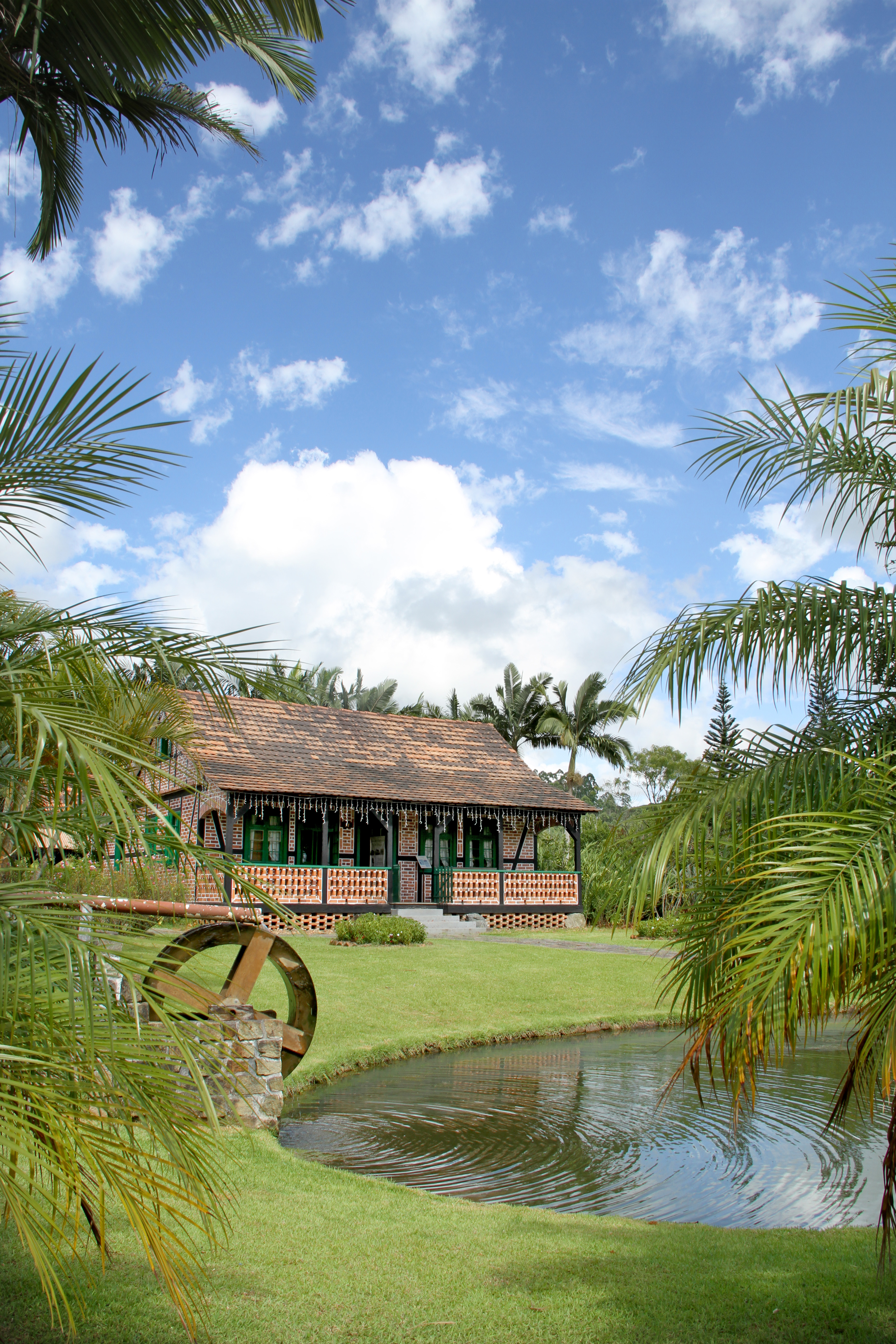
Vista do museu mostrando o lago e a roda d'água

O edifício é tombado pela Prefeitura Municipal de Pomerode e conta com autêntica construção enxaimel e decoração típica da colonização alemã na região. O museu salvaguarda e expõe móveis antigos, roda d'água, rancho com moenda de cana-de-açúcar e o prédio da atafona.